# Memecylon royenii
Memecylon royenii là một loài thực vật thuộc họ Melastomataceae đặc hữu của Sri Lanka.